# Готель

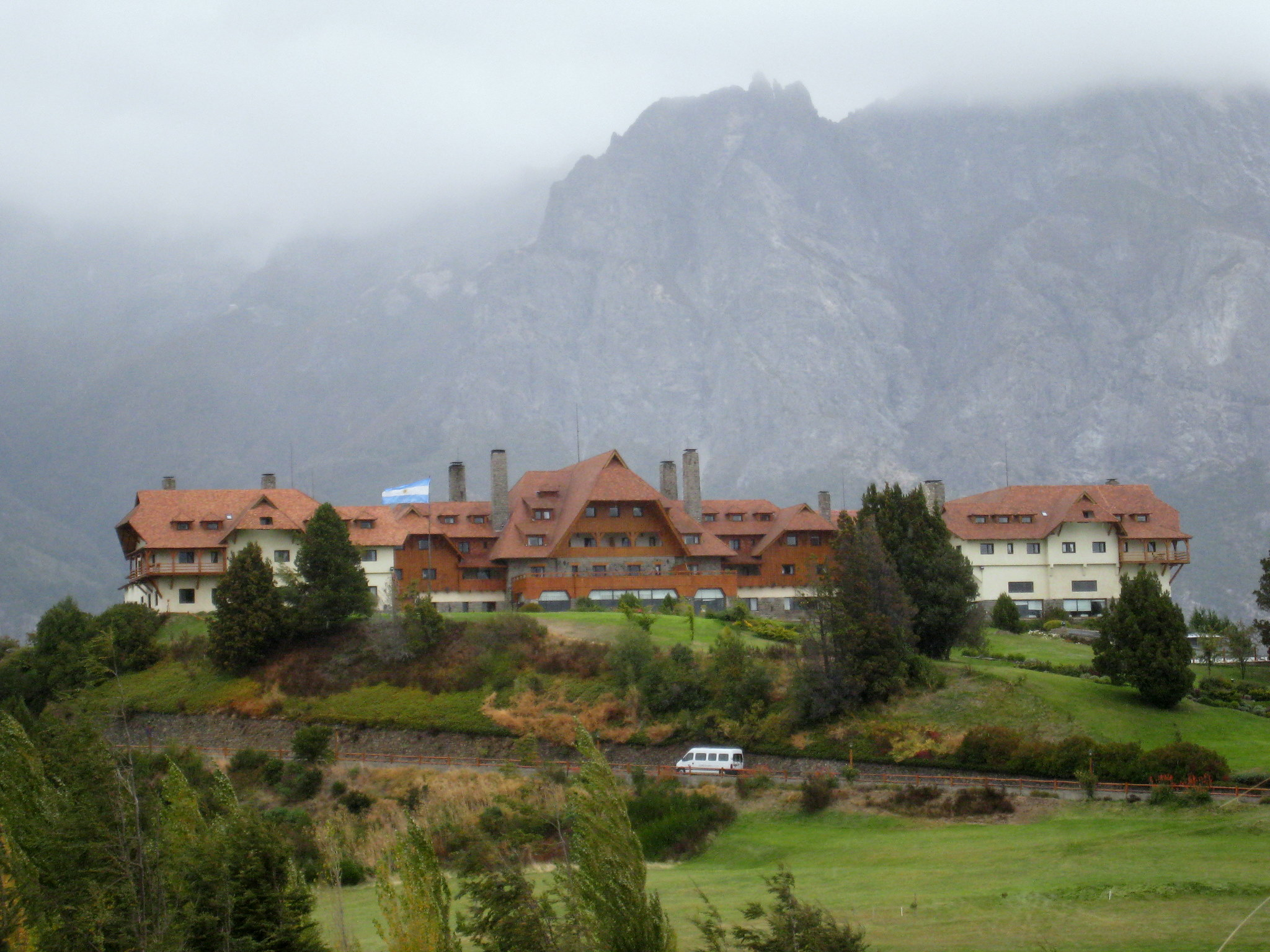
Готель Llao Llao в Барілоче, Аргентина.

Готе́ль (від фр. hôtel), заст. гости́ниця — будинок з мебльованими кімнатами для короткочасного проживання приїжджих. Залежно від рівня готелю, в ньому можуть бути додаткові послуги — ресторани, кафе, бари, бібліотеки, спортзали, сауни та ін.

## Історія
Готелі виникали як заїжджі двори вздовж важливих транспортних шляхів. Перші готелі виникали ще за часів Давнього Світу, у Середньовіччі вони слугували й притулками для немічних. На це вказує й етимологія слова готель, hôtel: через ст.-фр. ostel, hostel воно походить від лат. cubiculum hospitale («гостьова кімната»), звідки походить і слово «госпіталь».
У XVI-XVII столітті готель — аристократичний житловий будинок з парадними і службовими дворами.
У XVIII столітті готелями стали називати різноманітні будівлі — від міського палацу до невеликого будинку для однієї сім'ї.
1785 — у Львові засновано перший в Україні готель — «Під римським цезарем».
Готель у французькій архітектурі — міський маєток, зазвичай розміщений на відносно невеликій ділянці, відсунений вглиб території та відгороджений від вулиці і сусідніх ділянок високими кам'яними огорожами, що утворюють замкнений внутрішній двір з парадним в'їздом з вулиці. Сад розміщений, зазвичай, за головним корпусом і зв'язаний з вхідними приміщеннями.
Сучасний тип готелів утвердився у XIX столітті. Була в тодішніх готелів і своя класифікація. Вони ділилися на три групи. До кожної – свої вимоги. А саме були “готелі першокласні”, “подвір’я і другокласні готелі” та “заїжджі двори”. 
Нині, за означенням Всесвітньої туристичної організації (ВТО), готелями називають будинок з мебльованими кімнатами для короткочасного проживання приїжджих, що складається з певної кількості номерів, які мають єдине керівництво і надають певні послуги. Вони згруповані в класи та категорії згідно з видами послуг, що надаються, з устаткуванням, що є в них.
Також готелем називають житловий майновий комплекс (будівля, частина будівлі, устаткування та інше майно), призначений для надання послуг.

## Сучасність
Світове готельне господарство нараховує близько 350 тис. готелів, в яких є більше ніж 1,6 млн сучасних номерів. Їх кількість зростає щорічно у середньому на 3 — 4 %. Готелі України залишаються найслабшою ланкою в інфраструктурі вітчизняного туризму. У країні нараховується майже 1,5 тис. об'єктів готельного типу, більша частина яких — реконструйованій будівлі 70 — 80-х рр. За даними дослідницької компанії світових споживчих ринків Euromonitor, в Україні на даний момент існує величезний простір для розвитку готельного бізнесу порівняно з сусідніми Східноєвропейськими країнами.
Готель — це основне підприємство готельної індустрії, метою діяльності якого є заселення, обслуговування, забезпечення відпочинку і харчування відвідувачів.
За розміром (місткістю) готелі поділяються на:
- малі (до 100—150 номерів),
- середні (від 100 до 300—400 номерів),
- великі (від 300 до 600—1000 номерів),
- гігантські (понад 1000 номерів).

Згідно з класифікацією ВТО, готелі можна групувати:
- за місцем розташування (міські, приміські, сільські, придорожні, в аеропортах, плавучі і т. д.),
- за призначенням (для постійного проживання, транзитні, для ділового призначення),
- за часом функціонування (сезонні, цілорічні),
- за рівнем асортименту і вартістю послуг (дешеві або ж — з обмеженим сервісом, «люкс», готелі вищого класу, готелі середнього рівня, апарт-готелі, готелі економічного класу, мотелі, курортні готелі).

## Основні ознаки, що характеризують готель
- Місткість готелю;
- Площа;
- Призначення;
- Рівень комфорту — це комплексний критерій, складовими якого є стан фонду номерів;
- Наявність закладів харчування;
- Стан будівлі, під'їзні шляхи;
- Інформативно-технічне забезпечення;
- Надання додаткових послуг.

## Клас готелю
Клас готелю або пансіонату визначається, зазвичай, за стандартною, прийнятою в даній країні (або регіоні, економічній зоні) системою класифікації і підтверджується сертифікатом відповідності, який видається спеціальним органом, сертифікаційною або іншою палатою.
Класифікація готелів та комплексів проводиться за 3-ма основними критеріями: комфорт (за категорією систем, за рівнем цін, за системою оператора); місткість (малої, середньої, підвищеної місткості); за призначенням. На основі аналізу існуючих міжнародних класифікацій запропоновано нову класифікацію готельних комплексів, що диференціює їх номенклатуру за «форматом» категорії: «пансіон», «гостинний двір», «мотелі», «молодіжний готель», «ресторан-клуб готель», «міські» та «бізнес-готелі», «курортні», «рекреаційні, курортно-лікувальні», «котеджі», «апартамент-готелі», «парк-готелі», «палац-готелі».
Враховуючи всі фактори, що впливають на якість послуг, зручності фонду номерів, готелі розрізняються:
- за якістю будівництва й оздоблення будівлі, архітектурою,
- за наявністю місць загального користування, ресторанів, барів, кафе, побутових служб,
- за кваліфікацією персоналу,
- за рівнем сервісу.

Готелі вищого класу мають розкішні багатокімнатні номери, надають велику кількість послуг (ресторани, бібліотеки, спортзали, ліфти, бари, сауни та ін.) і відповідно встановлюють ціну за свої послуги.
Нині існує близько 30-ти різноманітних систем класифікації готелів:
- система зірок,
- система балів,
- система букв (A, B, C, D),
- система «корон» або «ключів».

Найпоширенішою серед них є п'ятизіркова система класифікації, що базується на французькій національній класифікації. Вимоги до «зіркової» класифікації неоднакові в різних країнах.
Бальна, або індійська, система класифікації готелів передбачає поділ готелів на 5 категорій:
- 1 зірка — 100 балів,
- 2 зірки — 150 балів і т. д.

У Великій Британії в системі використовується класифікація готелів за «коронами», «ключами», «сонцями», «алмазами» та ін.
Система букв (A, B, D, C) використовується у Греції.

## Містобудівна, просторова та функціональна організація
Фактори, що формують готельні комплекси: соціальні; природно-кліматичні; містобудівні; технологічні, економічні.
Соціальні фактори при вирішенні питання архітектурно-планувальної та об'ємно-просторової організації готельних комплексів впливають на визначення складу основних будівель та споруд, також на використання матеріально-технічної бази в період міжсезоння.  
До природно-кліматичних факторів належать: природно-кліматичні умови й особливості ділянки забудови, характер рельєфу, умови інженерного забезпечення території, мікрокліматичні особливості, наявність зелених насаджень, естетична оцінка території ділянки. Містобудівними чинниками, що впливають на розташування готельного комплексу є: територіальне розташування в системі міста чи поза містом, що відповідно надає готелю автономності чи безпосередньо вплив міста на готель; транспортне навантаження, розташування готелю поблизу аеропортів чи вузлів міського транспорту; обмеження щодо поверховості та архітектурної стилістики, наявність інженерних комунікацій. Ці фактори визначають, головним чином, наявність функціональних зон і архітектурно-планувальну структуру готельних комплексів як самостійного містобудівного утворення.
Технологічні фактори містять склад інженерних споруд, приміщень та обладнання, що визначають склад основних об'єктів і принципи функціонального зонування, забезпечення пішохідної доступності, заходи по організації цілорічного функціонування готелів.
Економічні фактори визначають рентабельність готельних комплексів і впливають на вибір функціонального комплексу основних будівель, конструктивну схему, сервіс обслуговування.
Архітектурно-просторова організація готелів підпорядковується: закономірностям формування сталих містобудівних утворень, вимогам готельних операторів, функціональному комплексу готелю. Головною архітектурно-художньою задачею в будівництві нового готельного об'єкту чи реконструкції його в історичному середовищі є збереження образу сталого середовища.

## Довгострокове проживання
Чимало громадських діячів, обрали для тимчасового або постійного проживання в готелях.
- Модельєр Коко Шанель жила в готелі Ritz Paris більше 30 років.
- Винахідник Нікола Тесла жив останні десять років свого життя в готелі Wyndham New Yorker поки він не помер у своїй кімнаті в 1943 році.